# Bulevardul I.Gh.Duca din Constanța
Bulevardul I.Gh.Duca este un mic bulevard din Constanța. Se întinde de la intersecția cu bulevardul Ferdinand, adică Piața Griviței până la Casa de Cultură. Poartă numele unui fost prim-ministru al României, anume Ion Gheorghe Duca. Prelungirea acestui mic bulevard este Bd. I.L.Caragiale.
 Acest articol despre o localitate din județul Constanța este deocamdată un ciot. Puteți ajuta Wikipedia prin completarea lui.